# Осиново (Иркутская область)
Осиново — село в Казачинско-Ленском районе Иркутской области России. Входит в состав Казачинского муниципального образования.

## География
Село находится на расстоянии примерно 26 км к северо-востоку от села Казачинское, административного центра района.

## Население
| 2002 | 2010 | 2011 | 2012 |
| ---- | ---- | ---- | ---- |
| 9    | ↘2   | →2   | →2   |

### Половой состав
По данным Всероссийской переписи, в 2010 году в селе проживали 2 человека (1 мужчина и 1 женщина).